# Rumpenheimer Schloss
Rumpenheimer Schloss er et slot i Offenbach nær Frankfurt am Main. 
Det var her, at den danske prins Vilhelm fik tilbudt den græske krone i 1863. 
50°07′59″N 8°48′06″Ø / 50.1331°N 8.8017°Ø